# جغرافية الحيوان
الجغرافيا الحيوانية فرعًا من فروع علم الجغرافيا وتندرج تحت مجال الدراسات الإنسانية الحيوانية (HAS)، وهي جزء من المجال الأوسع للبيئة الطبيعية الإنسانية المجتمعية، كما تعتبر الجغرافيا الحيوانية دراسة للعلاقات المعقدة والمتشابكة بين الإنسان والحيوان، مع الفضاء والمكان والموقع والبيئة والطبيعة.
تهتم الجغرافيا الحيوانية بالتركيز على الروابط المعقدة والمتشابكة بين الإنسان والحيوان، وتحليل تأثير الفضاء والمكان والموقع والبيئة والطبيعة على تلك الروابط.
وتُعرَّف بأنها دراسة العلاقات المتشابكة والمعقدة بين الإنسان والحيوان، ويمكن أيضًا تعريفه بأنه دراسة البيئة الذي تعيش الحيوانات، وكيفية تفاعلها مع المجتمعات البشرية في أوقات محددة.
وقد كشف الدراسات الأخيرة في مجال الجغرافيا الحيوانية عن رؤى جديدة حول العلاقات والروابط بين الإنسان والحيوان، وأظهرت تلك الدراسات أهمية دور الحيوانات في المجتمعات البشرية، وأن هذه العلاقات قد تكون معقدة ومتداخلة.
كما أن الحيوانات  لا تعيش مع البشر فحسب، بل أنها تتفاعل مع مجموعات أخرى غير بشرية أيضًا ، ولهذا السبب  ترى الجغرافيا الحيوانية الحيوانات في سياق بيئي أوسع.
وفي عام 2009 تأسست مجموعة (المختصين بالجغرافيا الحيوانية ) ن رابطة الجغرافيين الأمريكيين وقد تم إنشاؤها من قبل مونيكا أوجرا، وجولي أوربانيك. وفي عام 2011 ، تم تأسيس شبكة أبحاث الجغرافيا الحيوانية ، ومؤسسها دانيال ألين.

## نظرة عامة للجغرافيا الحيوانية

### الموجة الأولى للجغرافيا الحيوانية:
عرفت الموجة الأولى للجغرافيا الحيوانية باسم الزوجيوغرافيا، وهي مجال فرعي من علم الجغرافيا منذ عام 1800 وحتى النصف الأول من القرن العشرين. خلال ذلك الوقت، كانت دراسة الحيوانات هي الجزء الرئيسي لهذه المعرفة، وكان هدفها الدراسة العلمية لحياة الحيوانات، بما في ذلك توزيعها على الأرض، والتأثير المتبادل بين البيئة والحيوانات.
كانت الحيوانات التي كانت موضع اهتمام هذه الدراسة مقتصرة على الحيوانات البرية. وقد عمل العلماء على تطوير نظريات جديدة للتطور والانتقاء الطبيعي، ورسم تطور حركة الأنواع عبر الزمان والمكان، وفهم كيفية تكيف الحيوانات في مختلف الأنظمة البيئية.
كان الطموح وقتها وضع قوانين عامة لكيفية ترتيب الحيوانات لنفسها على سطح الأرض أو على مناطق أصغر، لبدء نموذج للتباين المكاني المشترك بين الحيوانات والعوامل البيئية الأخرى. ومن الأعمال الرئيسية لبداية جغرافيا الحيوان، بجانب أعمال نيوبيغنز، أعمال بارثلميو، كلارك، أطلس غريمشو للزوجيوغرافيا، ووالي، وجغرافيا شميدت البيئية الحيوانية.
بدأت التخصصات الناشئة في منتصف القرن العشرين، مثل علم الأحياء وعلم الحيوان، في فهرسة الأنواع الحيوانية التقليدية وتوزيعاتها وبيئاتها. وأصبح الزوجيوغرافيا مجالًا فرعيًا نشطًا في الجغرافيا الحيوية.

### الموجة الثانية للجغرافيا الحيوانية:
شهد منتصف القرن العشرين تحولًا بعيدًا عن الجغرافيا الحيوانية التقليدية، حيث أصبح الاهتمام الأكبر ينصب على تأثير البشر على الحياة البرية وعلاقتهم مع الماشية.
كان كارل ساور وتشارلز بينت من أهم الجغرافيين الذين أسسوا هذه الموجة الجديدة من الجغرافيا الحيوانية. اهتم ساور بعلم البيئة الثقافي، والذي يدرس العلاقة بين الثقافة البشرية وبيئتها. تضمنت اهتماماته أيضًا دراسة ترويض وتدجين الحيوانات. ركز ساور في بحثه على تاريخ التدجين، وكيفية تشكيل الاستخدام البشري للماشية للطبيعة (عن طريق الرعي، المبارزة، الحضائر).
دعا بينت إلى جغرافية الحيوان الثقافية، والتي تركز على تفاعل الحيوانات والثقافات البشرية. تشمل اهتماماته صيد الأسماك والصيد للبقاء.
كان التحول بين الموجتين الأولى والثانية للجغرافيا الحيوانية مرتبطًا بالأنواع التي ركزت عليها كل موجة. ركزت الموجة الثانية على الثروة الحيوانية والماشية، بدلاً من الحيوانات البرية فقط.
على مدى العقود القليلة التالية، سادت الجغرافيا الحيوانية والبيئة الثقافية. ركزت هذه الأبحاث على أصل التدجين، والطقوس الثقافية حول التدجين، والعلاقات الثقافية المختلفة مع الماشية (مثل الرعي المستقر مقابل الرعي الرحل).
ومن الأعمال الرئيسية التي ساهمت في هذه الموجة: كتاب "طقوس الثور في الهند" لجون سيمونز، وكتاب "خنزير غينيا" لهوارد جايد، وكتاب "الرجل والحيوانات" لألفريد كاندلز. قدمت هذه الأعمال نظرة عامة ممتازة لأبحاث الموجة الثانية للجغرافيا الحيوانية.

### الموجة الثالثة للجغرافيا الحيوانية:
في أوائل التسعينات حدثت الكثير من الأشياء التي جعلت الجغرافيين المهتمين بالحيوانات والعلاقات البشرية-الحيوانية يعيدون التفكير فيما هو ممكن في الجغرافيا الحيوانية.
شهدت الثمانينات وبداية التسعينات ارتفاعا عالميا في حركة المناصرة للحيوانات والمعالجة لكل شيء بدأ من الزيادة في عدد الحيوانات الاليفة إلى انقاذ الأنواع المهددة بالانقراض وإظهار القسوة على الحيوانات في الزراعة الصناعية (مزارع المصانع أو عمليات تغذية الحيوانات) والاعتراض على السيرك، واستخدام الفرو، والصيد، كل هذه الجهود لإبراز الوضوح لكيفية معاملة البشرية لغيرهم من غير البشر. وفي الاكاديمية يدرس علماء الاحياء وعلماء الاخلاق سلوك الحيوانات وفقدان أو اكتشاف الأنواع لرفع الوعي حول حياة الحيوانات التجريبية ووجودهم الخطير حول البشر،
و أعاد علماء الاجتماع النظر في ماذا يعني ان تقتحم اسرار الطبيعة لاكتشاف مفاهيم جديدة حول العلاقات بين البشر وغيرهم من المخلوقات على الكوكب.
و ادرك علماء الجغرافيا الحيوانية ان هناك سلسلة كاملة من العلاقات
البشرية-الحيوانية التي ينبغي ان ينظر لها من منظور جغرافي.
في مقدمة هذه الموجة الثالثة للجغرافيا الحيوانية كان عمل تون على الحيوانات الاليفة «الهيمنة والتأثير» وعدد خاص من مجلة البيئة والتخطيط، المجتمع والفضاء، قام بتحريرها وولتش وايمل.
والخاصيتان الاساسيتان في الموجة الثالثة التي تميزها عن الموجة الأولى هما:
1-المعرفة الموسعة للعلاقات بين البشر والحيوان لتشمل كل الحقب الزمانية والأماكن لتي تواجه فيها البشر والحيوان (عوضا عن الحيوانات البرية والماشية فقط)
2-المحاولات لجعل الحيوانات بنفسها تابعة.
ومنذ سنة 1995 كان هناك التوسع الكبير في دراسة الحالات ووضع النظريات، والاعمال الرئيسية التي جمعت الموجة الثالثة من الجغرافيا الحيوانية كان: «جغرافية الحيوان، المكان» «السياسية والهوية في طبيعة وثقافة المناطق الحدودية» لـ وولتش وايمل.
و أيضا " مساحات الحيوان، الأماكن الوحشية، والجغرافيا الجديدة للعلاقات البشرية الحيوانية لـ فيلو وويلبرت.
و «وضع الحيوانات» «مقدمة في العلاقات الجغرافية البشرية- الحيوانية» لـ اوربانك.
و «الجغرافيا الحيوانية الحساسة» «السياسة والتقاطعات والتسلسلات الهرمية في عالم متعدد الأنواع» لـ جيليسبي وكولارد.
و«الجغرافيا الحيوانية التاريخية» لـ ويلكوكس ورذرفورد.

## المجالات التي تم التركيز عليها
يوجد حاليا تسعة مجالات للتركيز عليها في الجغرافيا الحيوانية:
1. تنظير الجغرافيا الحيوانية، والعملان الرئيسيان لكيفية التفكير بالعلاقات الإنسانية- الحيوانية كشيء متكامل هم: واتمور «الجغرافيا الهجينة» وعمل هوبسون على الحيوانات العامة من خلال ممارسة الزراعة للدببة، والمنح الجديدة التي تبحث في علاقات الحيوانات بالعالم المادي.
2. الجغرافيا الحيوانية المتحضرة، يسعى الباحثون في هذا المجال لفهم ان المدن تاريخيا واليوم هي مساحات متعددة الأنواع، وجاء العمل النظري من وولتش ايت ال حول ما يشكل التنوع للنظرية الحضارية، وإظهار وولتش للمدينة متعددة الأنواع بجانب عمل فيلو السياق التاريخي لنقل الماشية من المدينة.
3. الاخلاقيات والجغرافيا الحيوانية، نطاق الاهتمام في هذا المجال هو: ماهي المساحة والمكان والوقت الذي يحدد ما صحة الممارسات على الأنواع الأخرى من عدم صحتها، ومقالات لين على ما سماه الاخلاق الجيولوجية،  وجونز على ما سماه اخلاقيات المواجهة. هما مكان جيد للبدء.
4. الهويات البشرية والحيوانات، وكيفية استخدام البشر الحيوانات للتعريف عن انفسهم كبشر أو للتفريق بين الجماعات البشرية له تريخ جغرافي عظيم، و يبحث براون وراسموسن في مسألة البهيمية. واستكشف الدر ايت ال عن كيفية استخدام الحيوانات للتمييز ضد الجماعات البشرية. ويدرس نيو كيف تلعب الأعراق دورا في إنتاج الخنازير في ماليزيا، اما الاخرين كـ باروا ناقشوا انه من الممكن ان تكون هويات الحيوانات عالمية ويتكون من انتشار الحيوانات وصلاتها مع الثقافات المتشعبة، هذه كلها مسائل رائعة للدراسة
5. الحيوانات كموضوع، واحده من أصعب الجوانب لدراسة الحيوانات هي ان الحيوانات لا تستطيع الرد بلغة البشر، وكان علماء الجغرافيا الحيوانية يستعرضون كيفية معالجة حقيقة ان المفرد من هذه الأنواع هم كيانات تجريبية، وبعض الأمثلة عليها تتضمن: عمل باروا على الفيلة، وبير على السمك، وهينكلف ايت ال على فتحات الماء، ولوريمر على الكاريزما غير بشرية. ناقش الجغرافيون أيضا كيفية إعادة بناء حياة الكائنات الحيوانية في الماضي، وكيف يمكن إعادة احياء هذه الحيوانات من السجل التاريخي، وكيف تغيرت العلاقات المكانية بين الإنسان والحيوان عبر الزمن.
6. الحيوانات الاليفة، واحده من أكثر العلاقات الحميمة التي بين البشر وبعض الأنواع هي غالبا عبر تلك الحيوانات التي تعيش في منازلهم، وكيف شكلنا هذه الحيوانات لتتناسب مع نمط حياة الإنسان، وما يعنيه ذلك هو أكثر من مجرد نقاش على وجود الإنسان معه، والمقالات الأساسية تتضمن: فوكس على الكلاب، ولولكا على نادي الكلاب الأمريكي، وناست على الدراسة الحساسة للحيوانات الاليفة.
7. الحيوانات العاملة، الاستخدامات البشرية لبعض أنواع الحيوانات للعمل سواء تاريخا وحتى اليوم، بدأ من الفيلة التي تقطع الأشجار إلى فئران التجارب وحديقة الحيوانات والكلاب البوليسية وحيوانات الجر. ان المساحات والأماكن التي تعمل بها الحيوانات لنا جعلت المناطق الجغرافية رائعة. وللاستزادة انظر لعمل اندرسون على حدائق الحيوانات، وعمل ديف على حدائق الحيوانات الافتراضية وفئران التجارب، وعمل يوربانك على السياسات التكنولوجية الحيوية الحيوانية.
8. الحيوانات العاملة بالزراعة، -كيف نقوم بتربية الحيوانات ورعيها للغذاء ولبعض من اجزائها كالفراء مثلا- وهذه هي أكبر فئة من الاستخدام الحقيقي للحيوانات ، وركزت الأبحاث في هذا المجال على تطوير نظم الصناعات الزراعية، واخلاقيات استهلاك الحيوانات، وكيف تؤثلا علاقات الماشية على المكان، وناقش بولر وموريس رعاية حيوانات المزرعة، ويدرس هولواي التقدم التكنولوجي في إنتاج الألبان، ويبحث هوفوركا في الثروة الحيوانية المتحضرة في أفريقيا، وياروود وآخرون استكشفوا المناطق الطبيعية للماشية.
9. الحيوانات البرية، حتى اليوم أكثر فئة قام الجغرافيون بالعمل معها ومع العلاقات بين الإنسان والحيوان هي هذه الفئة، من الاستكشافات النظرية لتصنيف الحياة البرية إلى دراسة الحالات عن تعارض الحياة والسياحة البرية مع البشر، وحتى مناطق جغرافية حيوانية وبرية معينة، وتم اثبات ذلك عن طريق ديناميكي.

وتشمل المقالات الرئيسية: عمل ايمل على الذئاب والعمل على الحياة البرية والتنقل، وعمل فاكرو وبلتران على إعادة الإدخال، وعمل واتمور وثيوران على أنواع العلاقات في الحياة البرية، والعديد من الإضافات على هذا العمل الأخير من خلال اكتشاف الحيوانات والحافظة عليها من خلال السياقات التاريخية والوطنية.

## الحيوانات التي تم التركيز عليها:
على الرغم من وجود مجموعة كاملة من الحيوانات كمواضيع في الجغرافيا الحيوانية، تم الاهتمام ببعض الأنواع أكثر من البقية، وكانت هذه المخلوقات «نموذجية» ومثالية لطرح أسئلة حول الحيوانات في الفكر الجغرافي.
الفيلة:
ظهرت الفيلة بشكل بارز في الجغرافيا الحيوانية، بدأ من عمل واتمور وثيوران في التكوينات المكانية للحياة البرية، وطرحوا الأسئلة حول كيفية اختلاف الفيلة الأفريقية التي في حدائق الحيوانات مقارنة مع نظرائهم في البرية، وكان استكشاف ثيوران واتمور عن الفيلة علامة فارقة في الجغرافيا الحيوانية.
و برزت الفيلة الآسيوية أيضًا في الجغرافيا الحيوانية التاريخية، مواضيع وطرق الجغرافيا الحيوانية، والجغرافيا الحيوية متعددة التخصصات.
لقد كانوا الدعامة الأساسية للعمل الجديد على علم البيئة العالمي، والتفكير في الروابط بين علم البيئة والنظريات غير التمثيلية.
القطط البرية:
ظهرت القطط البرية في المعرفة الحديثة في الجغرافيا الحيوانية، بما في ذلك عمل جيلو ولاستر وولتش وكولارد بالعلاقات الجغرافية المحددة المكان، واستخدام الأماكن الطبيعية المشتركة والتفاعلات بين الأسود والناس. أيضا عمل دبلداي على النمور في الهند، وعمل ولكوكس على النمور في الامريكيتين، وأيضا اكتشاف المنطق الاجتماعي العاطفي وتأثيره على أولويات الحفاظ على المناطق الجغرافية والفترات الزمنية.
الذئاب:
……